# Thelma la licorne
Pour les articles homonymes, voir Thelma.
Pour plus de détails, voir Fiche technique et Distribution.
Thelma la licorne (Thelma the Unicorn) est un film d'animation américano-canadien réalisé par Jared Hess et Lynn Wang et sorti en 2024 sur Netflix. Il s'agit d'une adaptation de la série de livres pour enfants du même nom d'Aaron Blabey (en).

## Synopsis
Thelma est un poney tout à fait normal. Elle rêve cependant de devenir une star de la chanson. Thelma est alors transformée en licorne et son rêve devient réalité. Après être devenue une star mondialement connue, Thelma va découvrir les aspects négatifs de la célébrité.

## Fiche technique
Sauf indication contraire, les informations mentionnées dans cette section peuvent être confirmées par la base de données cinématographiques IMDb,  présente dans la section « Liens externes ».
- Titre original : Thelma the Unicorn
- Titre français : Thelma la licorne
- Réalisation : Jared Hess et Lynn Wang
- Scénario : Jared Hess et Jerusha Hess, d'après les livres Thelma the Unicorn d'Aaron Blabey
- Musique : John Powell
- Direction artistique : Trevor Dalmer
- Montage : Edie Ichioka
- Production : Pam Coats

Producteurs délégués : Dana Lynn Bennett Cooney, Aaron Blabey et Patrick Hughes
- Sociétés de production : GFM Animation, Mikros Animation, Netflix Animation et Scholastic Entertainment
- Société de distribution : Netflix
- Budget : N/A
- Pays de production :  États-Unis et  Italie
- Langue originale : anglais
- Format : couleur - 2.39:1 - son Dolby Digital
- Genre : animation, aventures, musical, comédie
- Date de sortie[1] : 17 mai 2024 (sur Netflix)

## Distribution

### Voix originales
- Brittany Howard : Thelma
- Will Forte : Otis
- Jemaine Clement : Vic Diamond
- Edi Patterson (en) : Megan
- Fred Armisen : Danny Stallion
- Zach Galifianakis : Crusty Trucker
- Jon Heder : Reggie
- Maliaka Mitchell : Peggy
- Ally Dixon : Nikki Narwhal

### Voix françaises
- Déborah Claude : Thelma
- Amalya Delepierre : Thelma (chant)
- Emmanuel Garijo : Otis
- Xavier Fagnon : Vic Diamond
- Ingrid Donnadieu : Megan
- Benoît Cauden : Danny L’étalon
- Damien Ferrette : le chauffeur de camion
- Cédric Dumond : Reggie
- Annie Milon : Peggy
- Melissa Berard : Nikki Narval

### Voix québécoises
- Annie Girard : Thelma
- Charlotte Cardin : Thelma (chant)
- Alexandre Fortin : Otis
- Frédéric Desager : Vic Diamond
- Émilie Bibeau : Megan
- Benoît Brière : Danny L’étalon
- Tristan Harvey : le chauffeur de camion
- Patrick Chouinard : Reggie
- Kim Jalabert : Peggy
- Catherine Proulx-Lemay : Nikki Narval

## Production
En juin 2019, il est annoncé que Netflix développe une adaptation cinématographique et musicale de la série de livres pour enfants Thelma the Unicorn d'Aaron Blabey. Il est annoncé que le film sera écrit par Jared et Jerusha Hess et réalisé par Jared Hess et Lynn Wang. Il est annoncé que l'animation sera réalisée par la division de Mikros Image basée à Montréal. L'auteur Aaron Blabey est crédité comme producteur délégué,. John Powell est annoncé pour composer la musique du film et commence son travail dès décembre 2023. Pam Coats (en) est annoncée comme productrice.
En janvier 2024, Brittany Howard, Will Forte, Jemaine Clement, Edi Patterson (en), Fred Armisen, Zach Galifianakis, Jon Heder, Maliaka Mitchell ou encore Ally Dixon sont annoncés pour prêter leur voix.